# Suzanne Challe
Pour les articles homonymes, voir Bruneau et Challe.
Suzanne Challe, née Suzanne Bruneau le 13 mars 1926 à Forcalquier et morte le 4 décembre 2012 à Aix-en-Provence, est une magistrate française.

## Biographie

### Jeunesse
La loi du 11 avril 1946 ouvre la magistrature aux femmes. Comme souvent dans ce milieu pendant les années 1950, les femmes viennent d'un milieu aisé avec de multiples diplômes. Le père de Suzanne Challe est ainsi magistrat et celle-ci est licenciée en droit de la faculté d'Aix-en-Provence, obtient un diplôme d'études supérieures en droit privé et gagne un prix de droit civil. Le père de Monique Mabelly est lui aussi magistrat et ami du père de Suzanne Challe.

### Carrière
Suzanne Challe commence sa carrière en tant que stagiaire le 14 septembre 1946 et s'inscrit au barreau le 25 novembre 1946. Après avoir passé avec succès l'examen d'entrée de la magistrature le 24 novembre 1947, en même temps que Nicole Pradain, elle est juge suppléante au tribunal d'Aix-en-Provence le 15 juillet 1948.
En 1949, elle est la première au concours de magistrat à l'administration centrale et part vivre à Paris où elle rencontre son mari.
Nommée le 8 décembre 1964 à l'âge de 38 ans, elle devient la plus jeune conseillère de France pour la cour d'appel d'Aix-en-Provence,,. Au bout de 10 ans, elle y devient première présidente de chambre le 29 août 1974,.
Elle est nommée première présidente de la cour d'appel de Nîmes le 19 décembre 1978, et devient la première femme française présidente d'une cour d'appel.

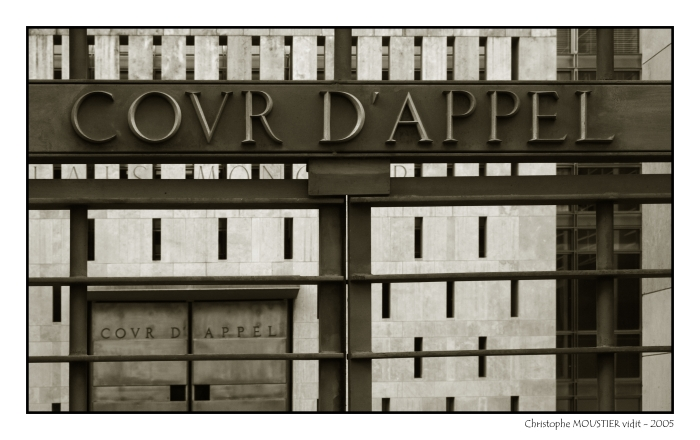
Cour d'appel d'Aix-en-Provence, façade du palais Monclar.

### Retraite
En 1991, elle prend sa retraite mais continue d’être active puisqu'elle écrit pour l’académie des sciences, agriculture, arts et belles-lettres d'Aix. Elle suit une formation en droit canonique à l'université d'Aix et juge les appels pour nullité de sacrement du mariage pour la Rote romaine.

## Publication
- Suzanne Challe-Bruneau, Les Françaises sous la toge : discours, Cour d'appel, 1969, 60 p. (lire en ligne)

## Distinctions
- Officier de la Légion d'honneur. Le 10 juillet 1975, Suzanne Challe est nommée chevalier de la Légion d’honneur puis officier le 13 juillet 1985[4],[11].

- Commandeur de l'ordre national du Mérite. Elle reçoit le titre de commandeur de l'ordre du mérite en 1994[2].

## Pour approfondir